# 낫돌고래속
낫돌고래속(Lagenorhynchus)은 참돌고래과에 속하는 고래 속의 하나이다. 낫돌고래 등 6종을 포함하고 있다. 낫돌고래속 중에서는 흰부리돌고래가 가장 크며, 다 자라면 몸길이가 약 3 m에 이른다. 반대로 가장 작은 고래는 모래시계돌고래로 1.8m이다. 흰부리돌고래는 북극에 가까운 북쪽의 차가운 바다에 서식하며, 모래시계돌고래는 남극의 빙하에 가까운 남쪽의 차가운 바다에 서식한다. 낫돌고래는 한반도와 일본 연해에서도 발견된다.

## 하위 종
- 대서양낫돌고래 또는 대서양흰줄무늬돌고래(Lagenorhynchus acutus)
- 흰배낫돌고래 (Lagenorhynchus obscurus)
- 모래시계돌고래 (Lagenorhynchus cruciger)
- 낫돌고래 또는 태평양흰줄무늬돌고래 (Lagenorhynchus obliquidens)
- 필돌고래 (Lagenorhynchus australis)
- 흰부리돌고래 (Lagenorhynchus albirostris)

## 사진

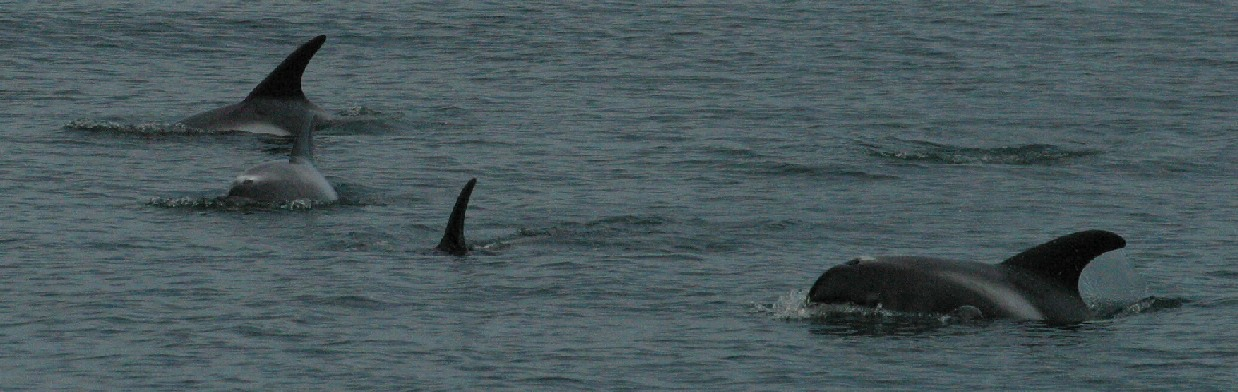
흰부리돌고래
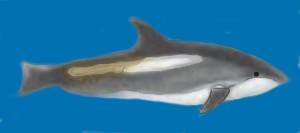
대서양흰줄무늬돌고래
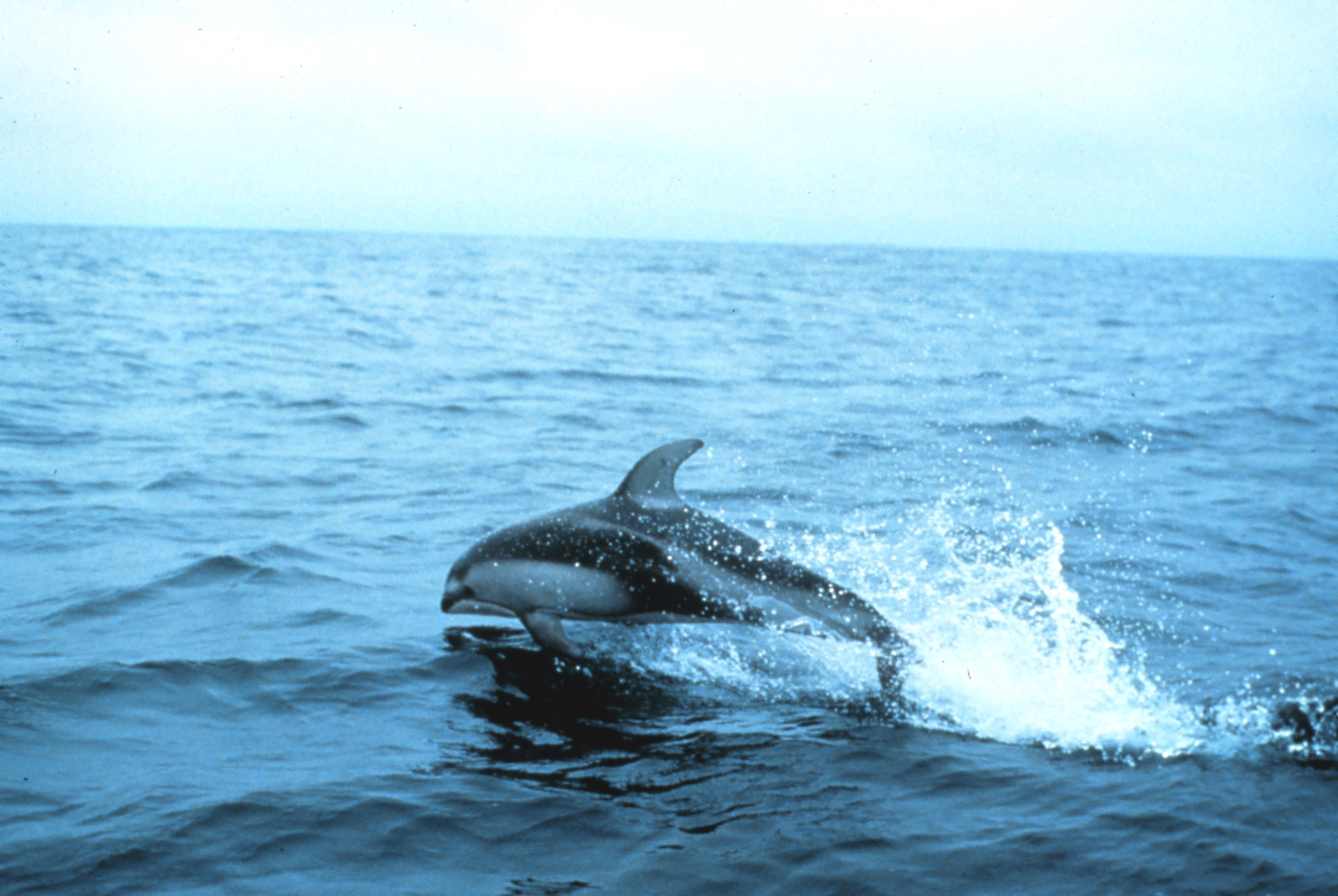
낫돌고래
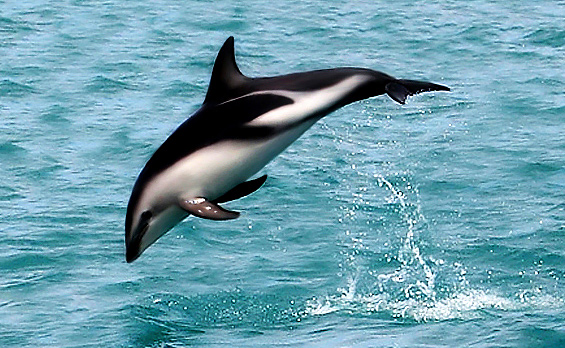
흰배낫돌고래
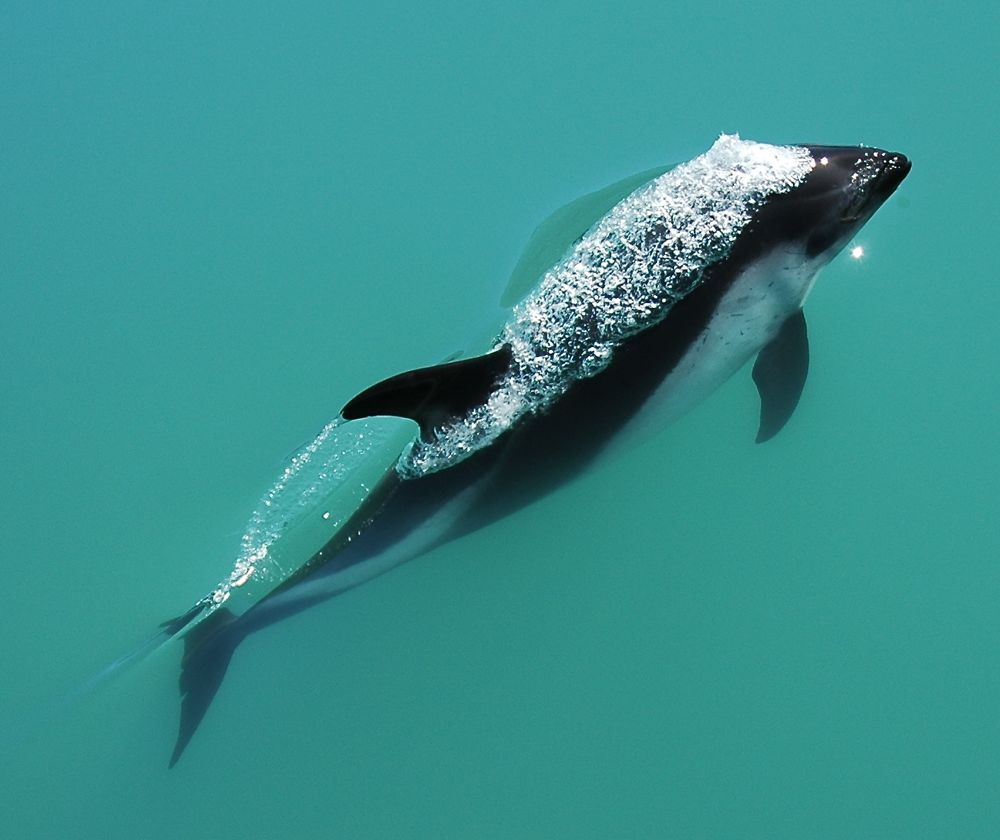
필돌고래